# Colutea
Colutea és un gènere de plantes amb flor de la família Fabaceae.

## Particularitats
Comprèn unes 25 espècies d'arbusts caducifolis que fan de 2 a 5 m d'alt. Són originaris del sud d'Europa, el nord de l'Àfrica i sud-oest d'Àsia.
L'espantallops (Colutea arborescens) és l'única espècie d'aquest gènere autòctona als Països Catalans amb dues subespècies ssp gallica i ssp atlàntica.
Les fulles són pinnades de color verd pàlid a glauques verd grisenques. Les flors són de grogues a taronja en forma de pèsol i es fan en raïms durant l'estiu. Els llegums són molt vistosos i canvien de color des del verd a vermell o color coure.

## Taxonomia
- Secció Colutea Browicz
  - Subsecció Arborescentes Browicz
    - Colutea arborescens L. - espantallops
    - Colutea armena Boiss. & Huet.
    - Colutea atlantica Browicz
    - Colutea cilicica Boiss. & Balansa
    - Colutea davisiana Browicz
    - Colutea insularis Browicz
    - Colutea melanocalyx Boiss. & Heldr.

  - Subsecció Acutfoliae Browicz
    - Colutea acutifolia Shapar.

  - Subsecció Africanae Browicz
    - Colutea abyssinica Kunth & Bouché

  - Subsecció Graciles Browicz
    - Colutea gracilis Freyn & Sint. ex FUnterSeccióreyn
    - Colutea hybrida Shapar.
    - Colutea istria Mill.
    - Colutea persica Boiss.
- Secció Muluflora Browicz
  - Colutea delavayi Franch.
    - Colutea multiflora Shapar. ex Ali
- Secció Rostrata Browicz
  - Subsecció Orientales Browicz
    - Colutea atabajevi B.Fedtsch.
    - Colutea jamnolenkoi Shapar.
    - Colutea orientalis Mill.

  - Subsecció Centralasiaticae Browicz
    - Colutea afghanica Browicz
    - Colutea buhsei (Boiss.) Shapar.
    - Colutea gifana Parsa
    - Colutea nepalensis Sims
    - Colutea paulsenii Freyn
- Secció Armata
  -     - Colutea armata Hemsl. & Lace
    - Colutea komarovii Takht.
    - Colutea uniflora